# Gilbert U-238 Atomic Energy Laboratory
Gilbert U-238 Atomic Energy Lab («Лаборатория исследования атомной энергии с ураном-238») — игровой лабораторный набор, произведённый Альфредом Карлтоном Гилбертом, американским легкоатлетом, фокусником, изготовителем игрушек, предпринимателем и изобретателем хорошо известных наборов Erector Set и Chemistry set. Набор U-238 Energy Lab был представлен A.C. Gilbert Company в 1950 году. Его предназначением было предоставить детям возможность проводить и наблюдать химические реакции, используя радиоактивные материалы.
Набор включал в себя камеру Вильсона, позволявшую наблюдать альфа-частицы, летящие со скоростью 12 000 миль в секунду, спинтарископ, показывающий результаты радиоактивного распада на флуоресцентном экране и электроскоп, измеряющий радиоактивность образцов из набора. Эта игрушка является опасной из-за содержания радиоактивных материалов, однако Гильберт утверждал обратное.
В отличие от других химических наборов Гильберта, которые компания продавала, U-238 Energy Lab не приобрел популярности и продавался только в 1950 и 1951 годах.

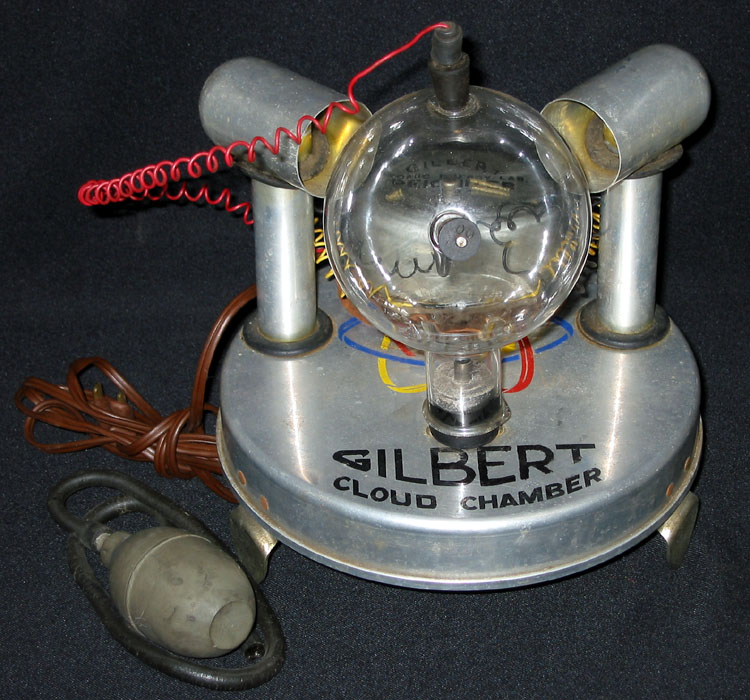
Туманная камера Гильберта в сборе

## Описание
Набор первоначально стоил 49,50 $ и содержал следующее:
- Счётчик Гейгера
- Электроскоп
- Спинтарископ
- Камеру Вильсона
- Источники слабой радиации:
  - Четыре образца урановой руды
  - Альфа-частицы (Pb-210 и Po-210)[5]
  - Бета-частицы (Ru-106)[5]
  - Гамма-излучение (возможно Zn-65)[5]
- Набор шаров для изготовления молекулярных моделей альфа-частиц
- Prospecting for Uranium (Изыскание Урана) — книга
- Gilbert Atomic Energy Manual — руководство пользователя
- Learn How Dagwood Split the Atom (Узнайте как Дагвуг разделил атом) — комикс
- Три батарейки типа C
- 1951 Gilbert Toys catalog — каталог игрушек Гильберта

Каталог описывал это так: «Производит вдохновляющие явления! Позволяет вам видеть пути электронов и альфа-частиц, пролетающих со скоростями более чем 10 000 миль в секунду! Электроны перемещаются на фантастических скоростях, производя тонкие, замысловатые траектории электрической конденсации, за которыми интересно наблюдать. Наблюдение за туманной камерой помогает человеку наблюдать за атомами!».